# کارلوس یاکه
کارلوس یاکه (انگلیسی: Carlos Yaqué؛ زادهٔ ۱۲ سپتامبر ۱۹۷۱) بازیکن فوتبال اهل آرژانتین است.
از باشگاه‌هایی که در آن بازی کرده‌است می‌توان به باشگاه فوتبال رجینا، باشگاه فوتبال ال‌دی‌یو کیتو، باشگاه فوتبال استودیانتس، باشگاه فوتبال اتلتیکو هوراکان، و باشگاه فوتبال آرژانتینوس جونیورز اشاره کرد.